# Cephalotes complanatus
Espèce
Cephalotes complanatus est une espèce de fourmis arboricoles du genre Cephalotes.

## Systématique
L'espèce Cephalotes complanatus a été décrite et classifiée pour la première fois par l'entomologiste français Félix Édouard Guérin-Méneville en 1844.

## Distribution
L'espèce est trouvée principalement du Pérou à la Guyane,. 

## Description
Comme les autres espèces du genre Cephalotes, elles sont caractérisées par l'existence de soldats spécialisés dotés d'une tête surdimensionnée et plate ainsi que des pattes plus plates et plus larges que leurs cousines terrestres. Elles peuvent ainsi se déplacer d'un arbre à un autre dans une forêt.